# Richard Bland
Richard Bland (anche Richard Bland II o Richard Bland of Jordan's Point; 6 maggio 1710 – 26 ottobre 1776) è stato un avvocato e politico britannico, considerato uno dei padri fondatori degli Stati Uniti.

## Biografia
Cugino e primo mentore di Thomas Jefferson, Bland fu membro dell'Assemblea generale della Virginia per 34 anni. Insieme a John Robinson e al cugino di quest'ultimo, Peyton Randolph, è annoverato tra i deputati più influenti e attivi dell'ultimo quarto di secolo del periodo coloniale.
Nel 1766 scrisse un importante pamphlet, An Inquiry into the Rights of the British Colonies, per contestare il diritto del Parlamento britannico di imporre tasse ai coloni senza il loro consenso. Fu delegato al Primo congresso continentale, in cui sottoscrisse l'Continental Association, l'embargo commerciale adottato nell'ottobre 1774 in opposizione alle cosiddette leggi intollerabili del parlamento britannico. Si dimise dal Secondo congresso continentale per anzianità nell'agosto 1775, due mesi dopo la creazione dell'esercito continentale. Rimase comunque attivo nella politica della Virginia e contribuì a redigere la Costituzione del nuovo Stato nel giugno 1776. Fu eletto alla prima Camera dei delegati della Virginia nell'ottobre 1776, poco prima di morire.

## Ascendenza
|                    |                  |                     | Genitori             |  |  | Nonni |  |  | Bisnonni   |  |  | Trisnonni  |  |
|                    |                  |                     |                      |  |  |       |  |  | John Bland |  |  | Adam Bland |  |
|                    |                  |                     |                      |  |  |       |  |  | John Bland |  |  | Adam Bland |  |
|                    |                  | Joan Atkyns         |                      |  |  |       |  |  | John Bland |  |  |            |  |
| Theodorick Bland   |                  |                     |                      |  |  |       |  |  | John Bland |  |  |            |  |
|                    |                  | Susanna Deblere     | Dietrick Deblere     |  |  |       |  |  |            |  |  |            |  |
|                    |                  | Susanna Deblere     | Dietrick Deblere     |  |  |       |  |  |            |  |  |            |  |
|                    |                  | Susanna Deblere     | Marie Le Brun        |  |  |       |  |  |            |  |  |            |  |
| Richard Bland      |                  | Susanna Deblere     |                      |  |  |       |  |  |            |  |  |            |  |
|                    |                  | Richard Bennett     | Thomas Bennett       |  |  |       |  |  |            |  |  |            |  |
|                    |                  | Richard Bennett     | Thomas Bennett       |  |  |       |  |  |            |  |  |            |  |
|                    |                  | Richard Bennett     | Anstie Tomson Spicer |  |  |       |  |  |            |  |  |            |  |
| Anna Bennett       |                  | Richard Bennett     |                      |  |  |       |  |  |            |  |  |            |  |
|                    |                  | Mary Anne Langworth | …                    |  |  |       |  |  |            |  |  |            |  |
|                    |                  | Mary Anne Langworth | …                    |  |  |       |  |  |            |  |  |            |  |
|                    |                  | Mary Anne Langworth | …                    |  |  |       |  |  |            |  |  |            |  |
| Richard Bland      |                  | Mary Anne Langworth |                      |  |  |       |  |  |            |  |  |            |  |
|                    | Richard Randolph | William Randolph    |                      |  |  |       |  |  |            |  |  |            |  |
|                    | Richard Randolph | William Randolph    |                      |  |  |       |  |  |            |  |  |            |  |
|                    | Richard Randolph | Dorothy Lane        |                      |  |  |       |  |  |            |  |  |            |  |
| William Randolph   | Richard Randolph |                     |                      |  |  |       |  |  |            |  |  |            |  |
|                    |                  | Elizabeth Ryland    | John Ryland          |  |  |       |  |  |            |  |  |            |  |
|                    |                  | Elizabeth Ryland    | John Ryland          |  |  |       |  |  |            |  |  |            |  |
|                    |                  | Elizabeth Ryland    | Elizabeth Harward    |  |  |       |  |  |            |  |  |            |  |
| Elizabeth Randolph |                  | Elizabeth Ryland    |                      |  |  |       |  |  |            |  |  |            |  |
|                    |                  | Henry Isham         | William Isham        |  |  |       |  |  |            |  |  |            |  |
|                    |                  | Henry Isham         | William Isham        |  |  |       |  |  |            |  |  |            |  |
|                    |                  | Henry Isham         | Mary Brett           |  |  |       |  |  |            |  |  |            |  |
| Mary Isham         |                  | Henry Isham         |                      |  |  |       |  |  |            |  |  |            |  |
|                    |                  | Katherine Banks     | Christopher Banks    |  |  |       |  |  |            |  |  |            |  |
|                    |                  | Katherine Banks     | Christopher Banks    |  |  |       |  |  |            |  |  |            |  |
|                    |                  | Katherine Banks     | Janet Mary Royall    |  |  |       |  |  |            |  |  |            |  |
|                    |                  | Katherine Banks     |                      |  |  |       |  |  |            |  |  |            |  |